# Jean Ragnotti
Jean Ragnotti est un pilote de rallye et de circuit français, né le 29 août 1945 à Pernes-les-Fontaines dans le Vaucluse. De renommée mondiale, il a su s'imposer parmi les meilleurs pilotes du monde. Surnommé « Jeannot », il dispose d'un palmarès important.

## Biographie
À l'âge de 15 ans, il commence par un gymkhana de tracteur qui se termine par un accident. Sa véritable entrée en compétition se fait en 1967 lors d'une course régionale sur le circuit de Miramas, suivie la même année par sa participation au Rallye-Pétrole d'Istres avec une R8 Gordini où il finit troisième au général et premier du Groupe 2.

## Carrière
L'année 1968 lance définitivement sa carrière. Il participe au rallye de Vaucluse, poursuit avec le rallye Mistral, puis la Coupe Gordini à Pau et la course de côte de Marchampt, dans le Beaujolais. Enfin, le 5 mai 1968, il est à Dijon-Longvic pour participer à la première manche de la Coupe de France.

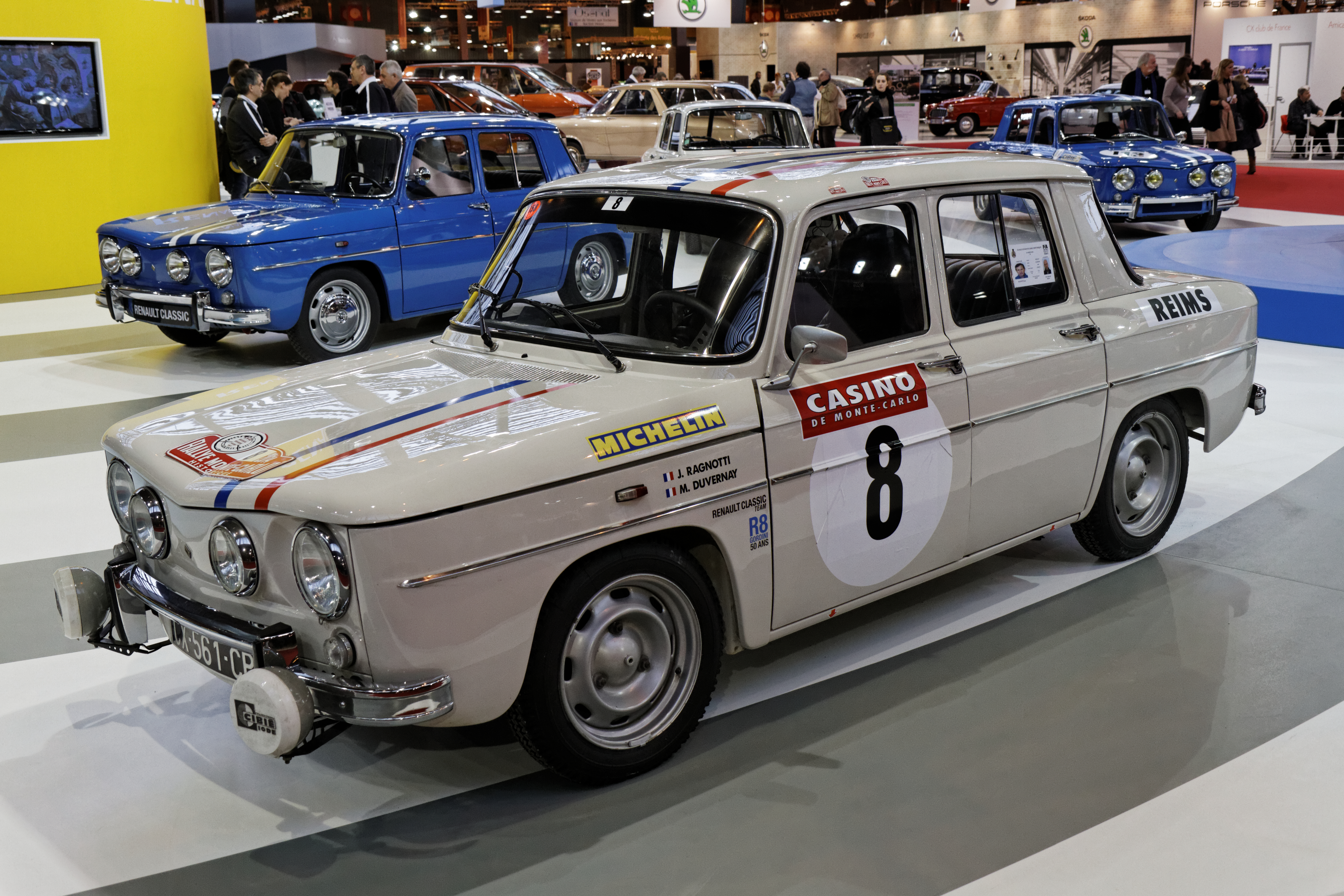
La Renault 8 Gordini du Monte-Carlo historique 2014.

Conforté par cette excellente première saison, en 1969, il s'inscrit à nouveau au rallye de Vaucluse, où il remplace Franck Alesi, le père de Jean, qui, grippé, a dû renoncer. Il poursuit en remportant la course de côte du Ventoux dans la catégorie des moins 1 300 cm3. C'est au cours de cette année qu'il quitte provisoirement Renault pour rejoindre l'écurie Opel. Il finit sa saison au volant d'une Opel Kadett Rallye 1900, lors de la coupe des Alpes.
Sa saison 1970 fut encore plus prolifique. Il participe à son premier rallye de Monte-Carlo, en finissant onzième au scratch et 1er du groupe 1. Jeannot continue sur sa lancée en participant sur Opel Commodore GSE au Tour Auto puis au rallye du Mont-Blanc où il se place cinquième au scratch et premier du groupe 1. Il conclut sa saison par le rallye des Cévennes qu'il termine cinquième au scratch et premier du groupe 1. Il est classé second du championnat de France des rallyes et quatrième du championnat d'Europe.
En 1977, il termine quatrième des 24 Heures du Mans avec Jean Rondeau sur Inaltera LM77, en remportant leur classe (GTP). L'année suivante, il récidive avec Guy Fréquelin et Jean-Pierre Jabouille sur Renault Alpine A442, terminant encore quatrième. En 1978, les deux Renault 5 Alpine de Ragnotti et Fréquelin finissent 2e et 3e du Rallye de Monte Carlo au terme d'une course folle disputée dans des conditions dantesques sous une tempête de neige, où les petites Renault font des merveilles, derrière la Porsche Almeras semi-privée de Jean-Pierre Nicolas et devant les autres écuries officielles en déroute. Aux 24 Heures du Mans 1979, il finit cinquième avec Bernard Darniche (soit trois années successives dans les cinq premiers).
Il participe en 1980 au rallye-raid Paris-Dakar sur Volkswagen Iltis et finit neuvième de l'épreuve. En 1986, il termine 19e sur Range Rover.

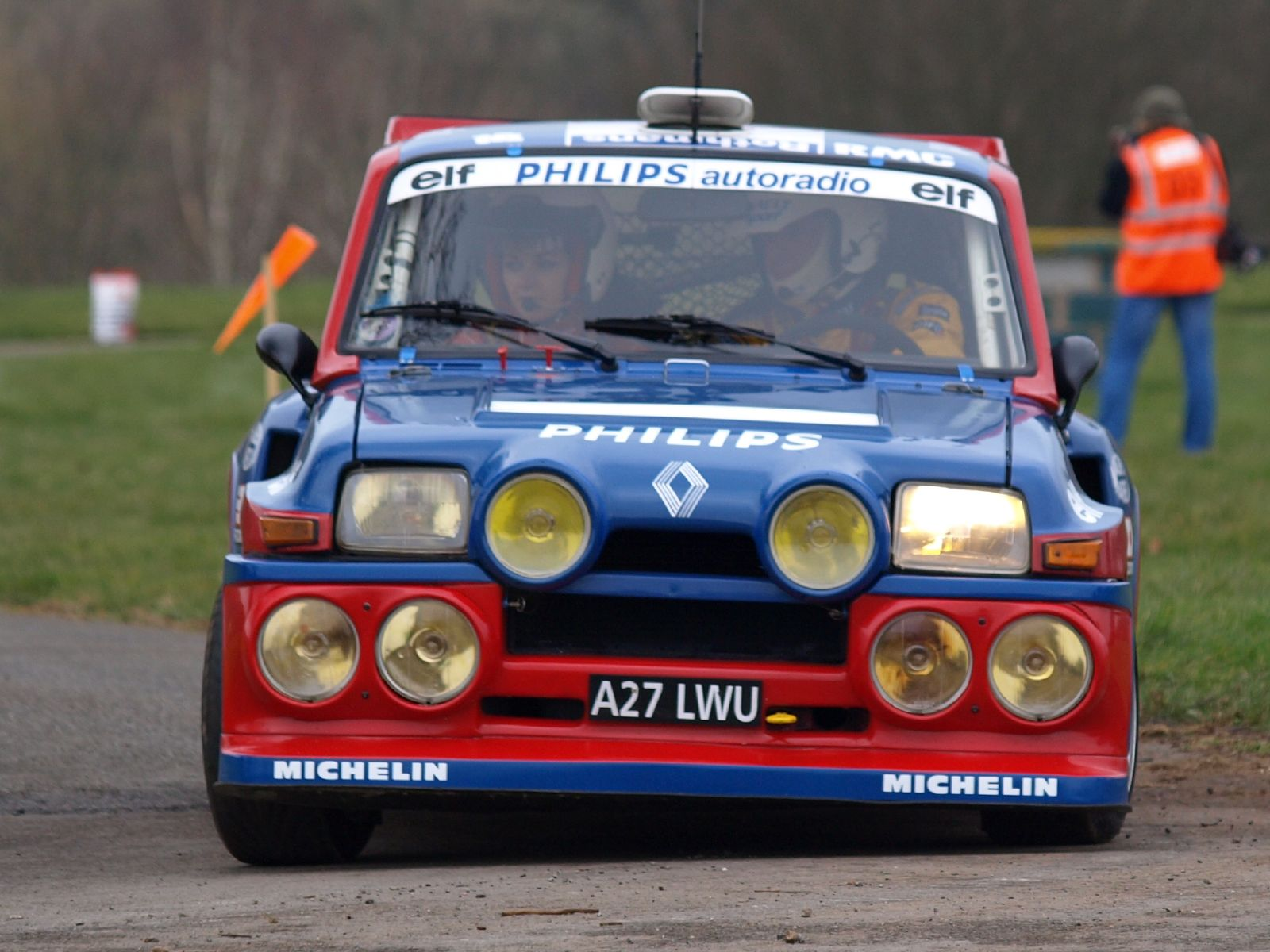
Jean Ragnotti au volant de sa Renault Maxi 5 turbo.

En 1980 et 1984, il devient Champion de France des rallyes (sur Renault 5 Alpine et Renault 5 Turbo), il est vice-champion en 1970 et 1992.
En 1990, il devient Champion de France des rallyes en catégorie Groupe N, au volant d'une Renault 5 GT Turbo.
En 1993, il est deuxième du Rallye du Liban (Championnat du Moyen-Orient) avec Jean-Marc Andrié, sur Renault Clio Williams, derrière Alain Oreille.
Renault a sorti une version sportive de la Clio à son nom, la Clio Renault Sport 2.0 L Jean Ragnotti.
Il met fin à sa carrière fin 1996, non pas en raison de son âge, mais « parce que les voitures modernes l'amusent moins ».
En Belgique, outre sa victoire au rallye des 24 Heures d'Ypres en 1985 (alors rendez-vous incontournable du Championnat d'Europe des Rallyes) au volant de la Renault Maxi 5 Turbo Groupe B, il a aussi participé à deux reprises à la version VHC de l'épreuve spadoise les "Legend Boucles de Spa", à chaque fois sur une Alpine A110 Berlinette engagée par le département « Historic » du constructeur au losange.
En 2002, à l'occasion du retour de Renault en Formule 1, il pilote le Renault Espace F1 sur la piste d'essais de Mortefontaine et au festival de vitesse de Goodwood la même année, lors de démonstrations ; il est le seul pilote avec Alain Prost et Éric Bernard à avoir conduit le prototype sur circuit.
Après sa carrière professionnelle, son emploi du temps de pilote Renault est géré par le département Renault Classic. Il assure le spectacle au volant d'une Maxi 5 Turbo sur les World Series by Renault et il assume le rôle d'ouvreur lors de rallyes. 

## Palmarès
(14 victoires en Championnat de France des rallyes)
1967
- Rallye d'Istres : 3e - Renault 8 Gordini (1er Groupe 2)
- Rallye de Vaucluse : 6e - Renault 8 Gordini (2e Groupe 2)

1968
- Coupe Renault 8 Gordini : 20e des sélections, 3e de sa série Circuit Bugatti des 24 Heures du Mans sur 210 pilotes :
  - 9e à Pau
  - Rallye du Mistral : 9e - Renault 8 Gordini (3e Groupe 1)
  - Rallye du Vaucluse : 4e - Renault 8 Gordini (1er Groupe 1)
  - Courses de Côte : Ste Beaume - Renault 8 Gordini (1er Groupe 1)
  - Le Minier : 4e - Renault 8 Gordini (1er Groupe 1)
  - Lodève - Renault 8 Gordini (1er Groupe 1)
  - Beaujolais - Renault 8 Gordini (1er Groupe 1)
  - Condon - Renault 8 Gordini (1er Groupe 1)

1969
- Rallye Neige et Glace - Renault 8 Gordini (5e Groupe 1)
- Rallye du Mistral : 7e - Renault 8 Gordini (2e Groupe 1)
- Courses de Côte du Mont Ventoux - Lancia HF (1er de Classe)
- Rallye de Vaucluse : 5e - NSU (1er Groupe 1)
- Coupe des Alpes : 19e - Opel Kadett Groupe 1
- Tour de Corse : 20e - Opel Kadett (1er Groupe 1)
- Criterium des Cévennes : 8e - Opel Kadett (2e Groupe 1)

1970
- 4e du championnat d'Europe des rallyes
- Vice-champion de France des Rallyes - Opel Kadett Groupe 1 :
  - Rallye Monte-Carlo : 11e, 1er groupe 1
  - Rallye Neige et Glace : 4e groupe 1
  - Rallye Lyon-Charbonnières : 7e, 2e groupe 1
  - Rallye Alpin : 4e, 1er groupe 1
  - Rallye Forez : 2e, 1er groupe 1
  - Rallye des Tulipes : 2e, 1er groupe 1
  - Rallye de Lorraine : 6e, 1er groupe 1
  - Rallye de Genève : 6e, 1er groupe 1
  - Rallye du Mont-Blanc : 5e, 1er groupe 1
  - Rallye d'Espagne : 7e, 1er groupe 1
  - Rallye d'Andernach : 13e, 4e groupe 1
  - Criterium des Cévennes : 5e, 1er groupe 1
- Trophée Coupe Opel au Nürburgring : 1er groupe 1

1971
- Rallye Monte-Carlo : 11e - Opel Kadett (1er Groupe 2)
- Rallye Lyon-Charbonnières : 6e - Opel Kadett (4e Groupe 2)
- Criterium des Cévennes : 9e - Opel Commodore GSE (1er Groupe 2)
- Rallye du Var : 5e - Opel Ascona (1er Groupe 1)
- Trophée Coupe Opel au Nürburgring : 2e - Opel Commodore GSE Groupe 2

1972
- 4e Championnat de France des Rallyes :
  - Rallye Monte-Carlo : 9e - Opel Ascona (1er Groupe 1)
  - Rallye Neige et Glace : 7e - Opel Ascona (1er Groupe 1)
  - Rallye Lyon-Charbonnières : 10e - Opel GT Proto (4e Groupe 5)
  - Olympia Rally : 3e - Opel Ascona (1er Groupe 1)
  - Criterium des Cévennes : 7e - Jidé
- 24 h de Spa : 10e - Alfa 2000 GTV (2e Classe 2)
- 1000 km du Nürburgring - Opel GT (1er Classe 2)
- Tour Auto : 10e - Chevrolet Camaro (1er Groupe 1)

1973
- Rallye Monte-Carlo : 15e - Renault 12 Gordini Groupe 2
- Rallye du Var - Opel Ascona (1er Groupe 1)
- Formule 3
  - Nogaro : 6e - Martini
  - Magny-Cours : 5e - Martini
  - Paul-Ricard : 7e - March
  - Magny-Cours : 10e - March
  - Croix-en-Ternois : 8e - March
  - Montlhéry : Victoire - March
  - Croix-en-Ternois : 5e - March
- 24 h de Brignoles : 15e - en Kart

1974
- Championnat d'Europe des Sports Catégorie 2 Litres - March Sports
  - Paul-Ricard : 2e
  - Enna : 6e
  - Mugello : 3e
  - Jarama : 3e
- Hors championnat :
  - Montlhéry : 2e
  - Magny-Cours : 2e

Safari Calédonien : 3e - BMW 2002 Ti Groupe 2
1975
- Vice-champion d'Europe de Formule Renault - Formule Renault Martini :
  - Nogaro : 3e
  - Dijon : victoire
  - Croix-en-Ternois : 2e
  - Paul-Ricard : 8e
  - Magny-Cours : 5e
  - Monaco : 3e
  - Pau : victoire
  - Zolder : 6e
  - Hockenheim : 2e
  - Clermont-Ferrand : 3e
  - Rouen : 3e
  - Paul-Ricard : 3e
  - Magny-Cours : 4e
  - Monza : victoire
  - Albi : 3e
  - Nogaro : 2e
  - Bugatti : victoire
  - Jarama : 4e
- Safari Calédonien : victoire - Datsun Violet Groupe 2

1976
- Tour de la Réunion : victoire - Alpine A110 Groupe 4
- Tour de Corse : 4e - Alpine A310 Groupe 4
- Safari Calédonien : victoire - Datsun Violet Groupe 2
- Championnat d'Europe de Formule Renault - Formule Renault AGS :
  - Bugatti : 9e
  - Magny-Cours : 4e
  - Dijon : 6e
  - Monaco : 7e
  - Pau : 6e
  - Paul-Ricard : 11e
  - Imola : 6e

1977
- Rallye Monte-Carlo : 18e - Volkswagen Golf Groupe 1
- 24 Heures du Mans : 4e, 1er des GTP - Inaltera-Rondeau
- Champion de France de Rallycross - Alpine A310 V6 :
  - Reims : victoire
  - Auxerre : victoire
  - Alençon : victoire
  - Lohéac : victoire
  - Châtellerault : victoire
  - Limoges : victoire

1978
- Rallye Monte-Carlo : 2e - Renault 5 Alpine (1er Groupe 2)
- Rallye des 1 000 Pistes : 14e - Renault 5 Alpine Groupe 2
- Tour de la Réunion : 2e - Renault 5 Alpine (1er Groupe 2)
- Rallye du Bandama : 3e - Renault 5 Alpine (1er Groupe 2)
- Safari Calédonien : victoire - Datsun Violet Groupe 2
- 24 Heures du Mans : 4e - Alpine A442 Turbo

1979
- Rallye Monte-Carlo : 11e - Renault 5 Alpine (3e Groupe 2)
- Rallye du Koweït : 3e - Renault 5 Alpine Groupe 2
- Rallye de l'Acropole : 4e - Renault 5 Alpine Groupe 2
- Tour de Corse : 2e - Renault 5 Alpine (1er Groupe 2)
- 24 Heures du Mans : 5e - Rondeau-VSD (1er Groupe 6)

1980
- Paris-Dakar : 9e - Volkswagen Iltis
- Champion de France des Rallyes - Renault 5 Alpine Groupe 2 et Renault 5 Turbo Groupe 4 :
  - Victoires : Rallye Lyon-Charbonnière, Rallye de Lorraine et Rallye du Mont-Blanc - Renault 5 Alpine Groupe 2
  - Rallye Jean-Behra : 3e - Renault 5 Alpine (1er Groupe 2)
  - Criterium Alpin : 4e - Renault 5 Alpine (2e Groupe 2)
  - Rallye d’Antibes : 4e - Renault 5 Alpine (1er Groupe 2)
  - Critérium des Cévennes : 2e - Renault 5 Turbo Groupe 4
  - Rallye de Pologne (Cht d'Europe) : 2e - Renault 5 Alpine (1er Groupe 2)

1981
- Victoire : Rallye Monte-Carlo - Renault 5 Turbo Groupe 4
- Coupe d'Europe de Renault 5 Turbo : 2e
  - Hockenheim : 11e
  - Nürburgring : victoire
  - Zolder : 2e
  - Monaco : victoire

1982
- Victoires : Tour de Corse (Cht France et Monde) (copilote, Jean-Marc Andrié) - Renault 5 Turbo "Cévennes" Groupe 4

1983
- Victoires : Rallye des 24 h d'Ypres (Cht d'Europe) et Rallye d'Alsace - Renault 5 Turbo "Corse" Groupe B

1984
- Champion de France des Rallyes
- Victoires : Critérium Alpin, Rallye du Mont-Blanc et Tour de France Auto (copilote, Pierre Thimonier) - Renault 5 Turbo "Corse" Groupe B

1985
- Victoires : Tour de Corse (Cht France et monde), Tour de France Auto et Rallye Alsace-Vosges (copilote, Pierre Thimonier) - Renault Maxi 5 Turbo Groupe B

1986
- 6e Cht de France des voitures de Production - Renault 5 Turbo
  - Nogaro : 4e
  - Lédenon : 7e
  - Monthléry : 4e
  - Monaco : 1er
  - Charade : 3e
  - Paul Ricard : 10e
  - Croix en Ternois : 5e
  - Nogaro : 2e
  - Albi : 7e
  - Magny-Cours : 4e
  - Dijon : 3e
- Tour de Corse : 4e - Renault 11 Turbo (2e Groupe A)

1987
- Vice-champion FIA rallye Catégorie 2 roues motrices (vainqueur Kenneth Eriksson) - Renault 11 Turbo Groupe A

1988
- Champion de France de Superproduction - Renault 21 Turbo Quadra
- 24 h de Chamonix : victoire - Renault 5 Turbo

1989
- Vice-champion de France de Superproduction - Renault 21 Turbo Quadra
  - 2e du rallye Günaydin (Cht d'Europe)

1990
- Champion de France des Rallyes Groupe N - Renault Super 5 GT Turbo

1991
- Champion de France des Rallyes Catégorie 2 litres 2 roues motrices
- Victoires : Rallye Grasse-Alpin et Tour de la Réunion - Renault Clio 16S Groupe A

1992
- Vice-champion de France des rallyes et vainqueur de la Catégorie 2 litres 2 roues motrices
- Victoire au Rallye du Limousin - Renault Clio 16S Groupe A

1993
- Vice-champion de France des Rallyes et vainqueur de la Catégorie 2 Litres 2 roues motrices - Renault Clio 16S Groupe A
- Victoire au Tour de la Réunion - Renault Clio Williams Groupe A
  - 2e du rallye du Liban (MORC)

1994
- Champion de France des Pilotes de Rallyes 2 litres 2 roues motrices - Renault Clio 16 S Groupe A

1995
- Rallye Monte-Carlo : victoire en Catégorie 2 litres 2 roues motrices - Renault Clio Maxi Groupe A

2007, 2009, et 2012 (3e 2010)
- Rallye d'Automne La Rochelle VHC (Historic)

2011
- Rallye Monte-Carlo Historique - Renault 4L

(50 ans de la Renault 4 et centenaire du Rallye Monte-Carlo)
- Rally Costa Brava Classic - Renault 4L

## Championnat du monde des rallyes
Jean Ragnotti a remporté trois victoires en Championnat du monde des rallyes, et a disputé 43 épreuves étalées sur 23 années, de 1973 à 1996.

### Victoires
- 1981 : Rallye Monte-Carlo (copilote Jean-Marc Andrié) - Renault 5 Turbo
- 1982 : Tour de Corse (copilote Jean-Marc Andrié) - Renault 5 Turbo
- 1985 : Tour de Corse (copilote Pierre Thimonier) - Renault Maxi 5 Turbo "Philips"

### Podiums et Top 5
- 2e : rallye Monte-Carlo 1978 (copilote Jean-Marc Andrié) - Renault 5 Alpine "Calberson" (1er Groupe 2)
- 2e : tour de Corse 1979 (copilote Jean-Marc Andrié) - Renault 5 Alpine "Gitanes" (1er Groupe 2)
- 2e : rallye du Portugal 1987 (copilote Pierre Thimonier) - Renault 11 Turbo (2e Groupe A et 1er Catégorie 2 roues motrices)
- 3e : rallye Bandama de Côte d'Ivoire 1978 (copilote Jean-Marc Andrié) - Renault 5 Alpine "Gitanes" (1er Groupe 2)
- 3e : tour de Corse 1984 (copilote Pierre Thimonier) - Renault 5 Turbo "Corse" (3e Groupe B)
- 3e : rallye San Remo 1987 (copilote Pierre Thimonier) - Renault 11 Turbo (3e Groupe A et 1er Catégorie 2 roues motrices)
- 4e : tour de Corse 1976 (copilote Jacques Jaubert) - Alpine-Renault A310 (4e Groupe 4)
- 4e : rallye de l'Acropole 1979 (copilote Jean-Marc Andrié) - Renault 5 Alpine "Calberson" (3e Groupe 2)
- 4e : tour de Corse 1986 (copilote Pierre Thimonier) - Renault 11 Turbo "Philips" (2e Groupe A)
- 4e : tour de Corse 1987 (copilote Pierre Thimonier) - Renault 11 Turbo "Philips" (4e Groupe A et 2nd Catégorie 2 roues motrices)
- 5e : RAC rally 1981 (copilote Martin Holmes) - Renault 5 Turbo (4e Groupe 4)
- 5e : rallye du Portugal 1984 (copilote Pierre Thimonier) - Renault 5 Turbo "Corse" (5e Groupe B)
- 5e : rallye de l'Acropole 1987 (copilote Pierre Thimonier) - Renault 11 Turbo (5e Groupe A et 1er Catégorie 2 roues motrices)

#### Meilleurs classements au championnat du monde
- 1987 : 5e avec 51 pts - Renault 11 Turbo Groupe A
- 1979 : 7e avec 25 pts - Renault 5 Alpine Groupe 2
- 1982 : 10e avec 20 pts - Renault 5 Turbo "Cévennes" Groupe 4 (1 victoire)
- 1981 : 11e avec 28 pts - Renault 5 Turbo Groupe 4 (1 victoire)
- 1985 : 13e avec 20 pts - Renault Maxi 5 Turbo Groupe B (1 victoire)
- 1984 : 13e avec 20 pts - Renault 5 Turbo "Corse" Groupe B
- 1995 : 14e avec 4 pts - Renault Clio Maxi Groupe A
- 1986 : 22e avec 10 pts- Renault 11 Turbo Groupe A
- 1983 : 28e avec 4 pts - Renault 5 Turbo "Corse" Groupe B
- 1994 : 36e avec 3 pts - Renault Clio Williams Groupe A
- 1993 : 45e avec 3 pts - Renault Clio Williams Groupe A
- 1992 : 58e avec 2 pts - Renault Clio 16S Groupe A

## Championnat de France des rallyes
Jean Ragnotti est le seul pilote à avoir pu se classer 11 fois dans les cinq premiers, et 13 fois dans les huit premiers du championnat national, en 26 années (dont cinq podiums).
Récapitulatif de ses classements :
- Double champion : en 1980 et 1984 - Renault 5 Turbo et Renault 5 Turbo "Corse"
- Champion de France des Rallyes Groupe N en 1990 - Renault 5 GT Turbo
- Double vice-champion : en 1970 (Opel Kadett) et 1992 (à 47 ans) - Renault Clio 16S
- 3e : 1991 - Renault Clio 16S
- 4e : 1972 (Opel Ascona GT), 1985 (Renault 5 Maxi Turbo), 1990 (Renault 5 GT Turbo), 1993 (Renault Clio Williams), 1996 (Renault Clio Maxi)
- 5e : 1994 - Renault Clio Williams
- 7e : 1986 - Renault 5 Maxi Turbo
- 8e : 1995 - Renault Clio Maxi

## 24 Heures du Mans

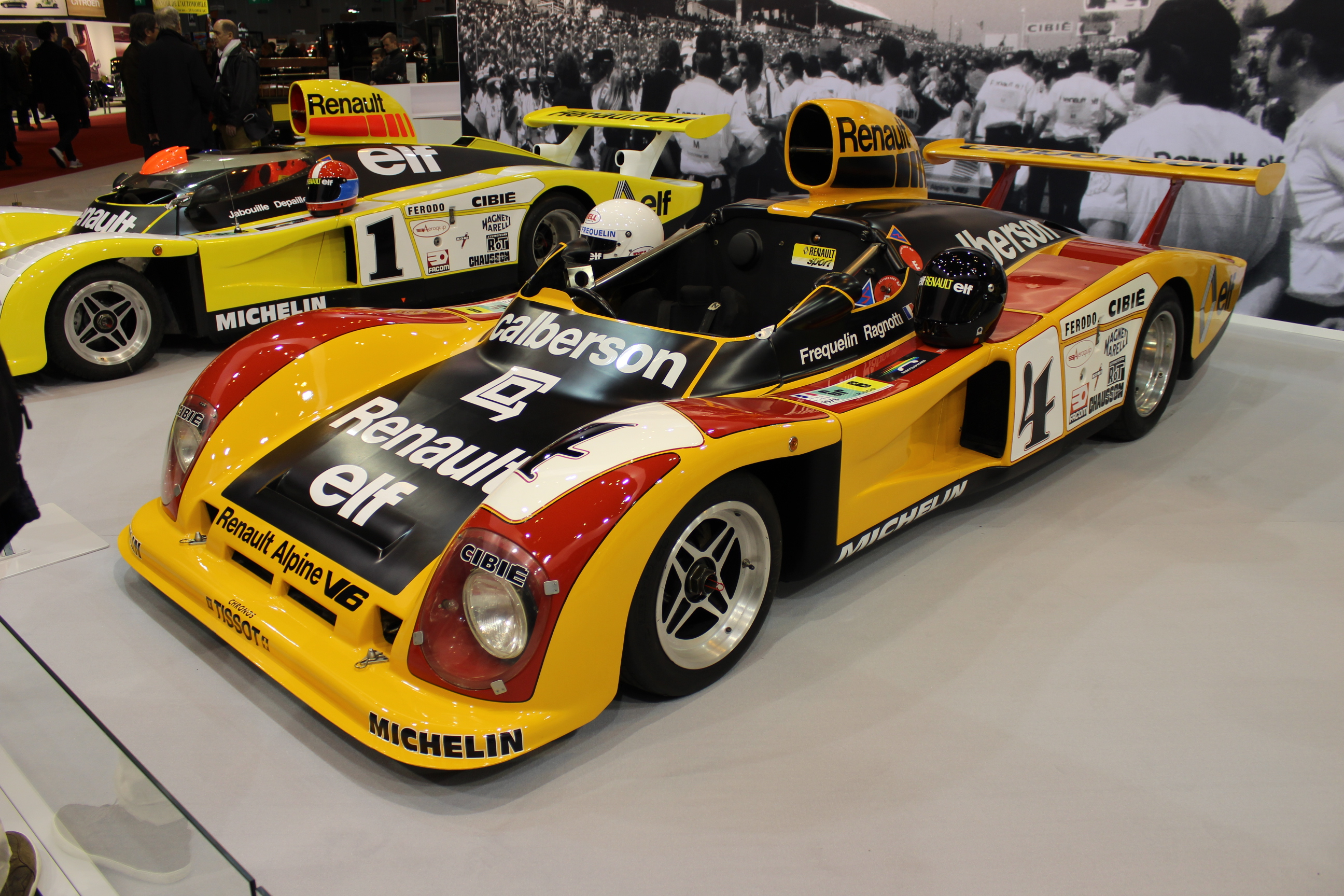
La Renault-Alpine A442 de Fréquelin et Ragnotti, 4e des 24 Heures du Mans 1978.

| Année | Équipe                          | Voiture              | Équipier              | Équipier        | Équipier      | Classement                  | Cause d'abandon            |
| ----- | ------------------------------- | -------------------- | --------------------- | --------------- | ------------- | --------------------------- | -------------------------- |
| 1975  | Philippe Mettetal               | Tecma PHM755         | Michel Lateste        |                 |               | Abd.                        | allumage                   |
| 1977  | Inaltera                        | Inaltera LM77        | Jean Rondeau          |                 |               | 4e (et vainqueur de classe) |                            |
| 1978  | Écurie Calberson                | Renault Alpine A442A | Jean-Pierre Jabouille | José Dolhem     | Guy Fréquelin | 4e                          |                            |
| 1979  | VSD Canon Jean Rondeau          | Rondeau M379         | Bernard Darniche      |                 |               | 5e                          |                            |
| 1980  | Jean Rondeau ITT Le Point       | Rondeau M379B        | Henri Pescarolo       |                 |               | Abd.                        | surchauffe des cylindres   |
| 1981  | Calberson Jean Rondeau          | Rondeau M379         | Jean-Louis Lafosse    |                 |               | Abd.                        | accident mortel de Lafosse |
| 1982  | France Jean Rondeau Automobiles | Rondeau M382         | Jean Rondeau          | Henri Pescarolo |               | Abd.                        | casse moteur               |

## Galerie de photographies

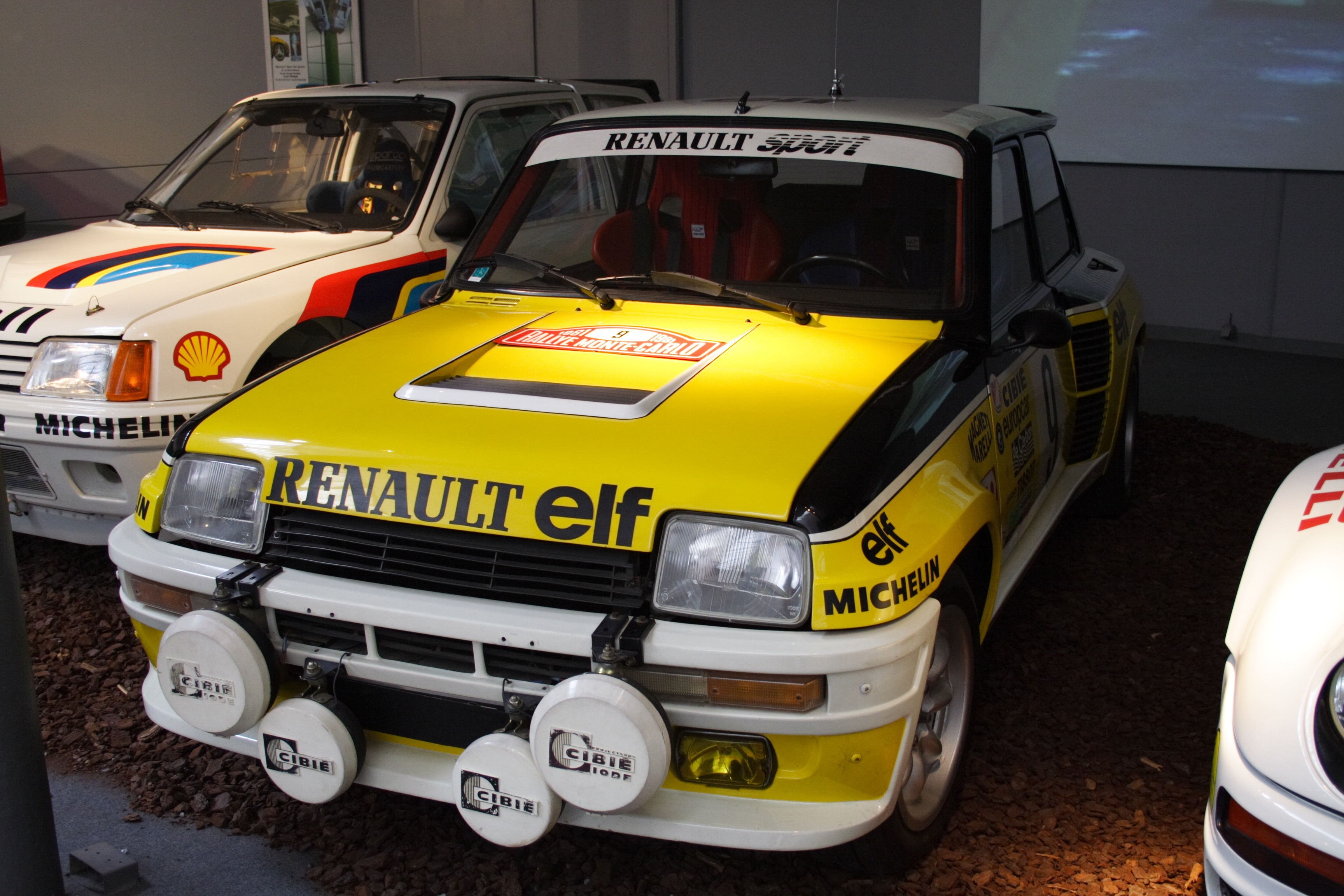
Renault 5 Turbo de Ragnotti.
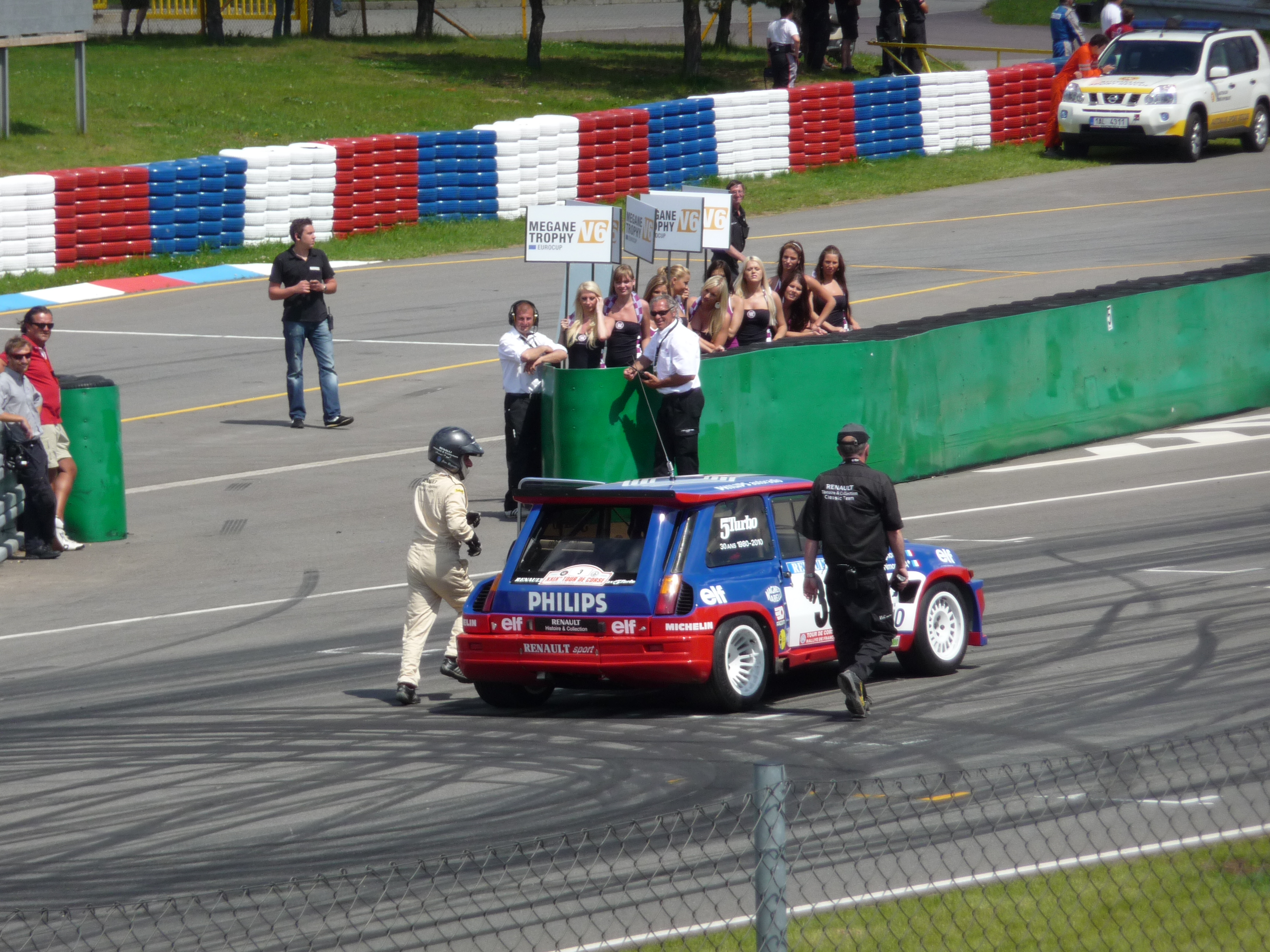
Ragnotti à Brno en 2010-1 (cirage de roues).
- Ragnotti à Brno en 2010-2.
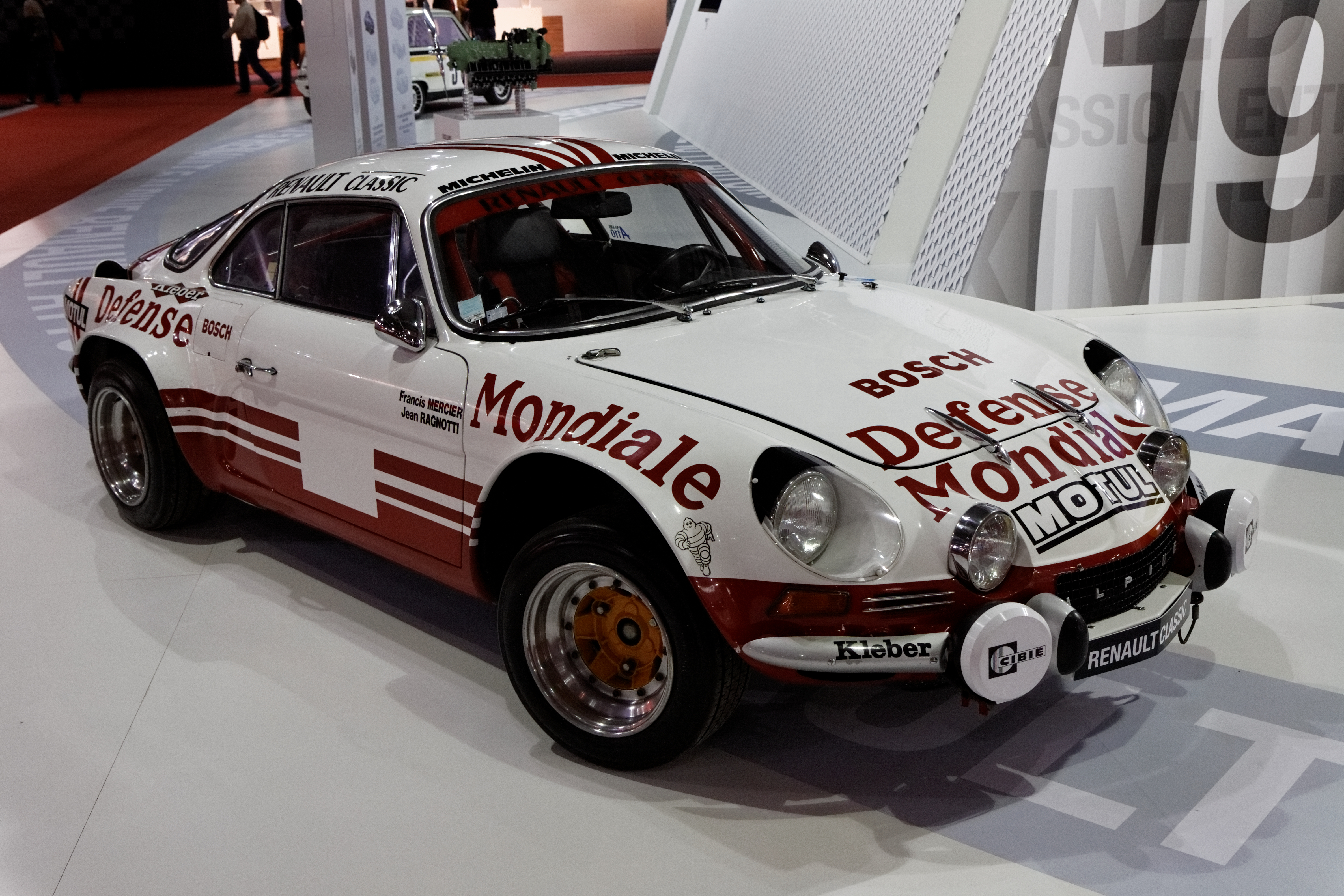
Alpine A110 "Historic" de Ragnotti.
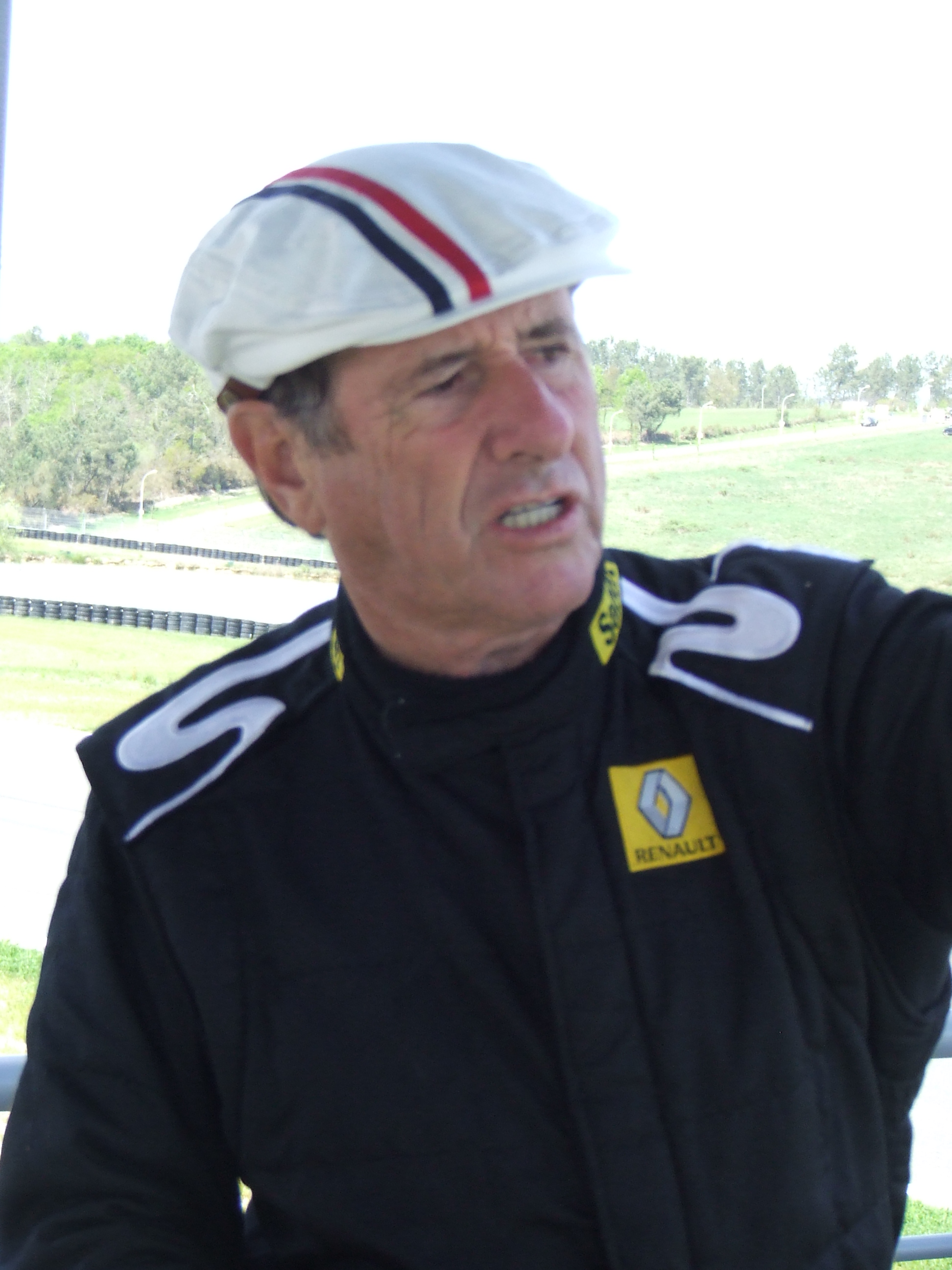
Jean Ragnotti lors du Tour Auto Historique 2011.
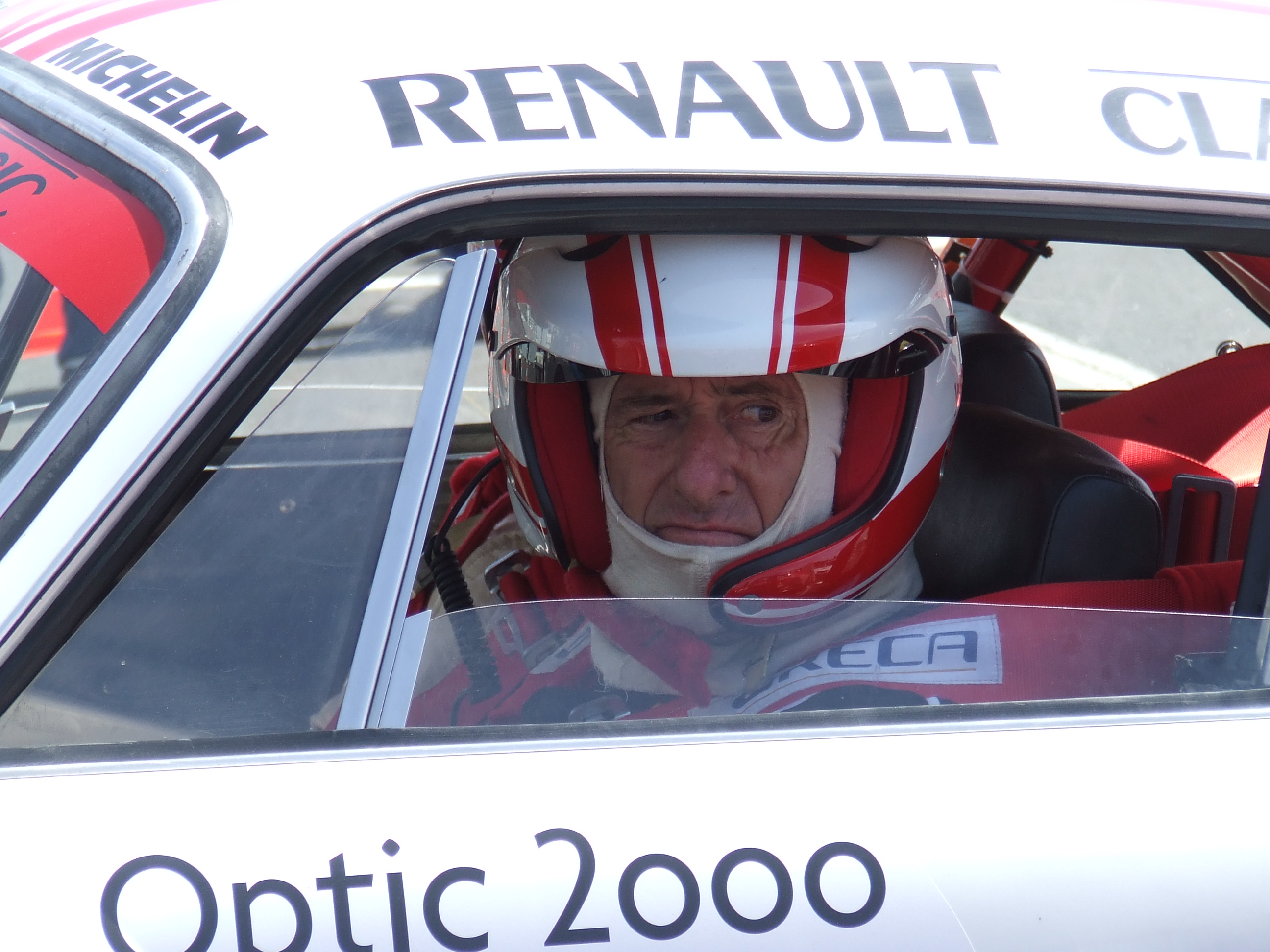
Jean Ragnotti lors du Tour Auto Historique 2011.
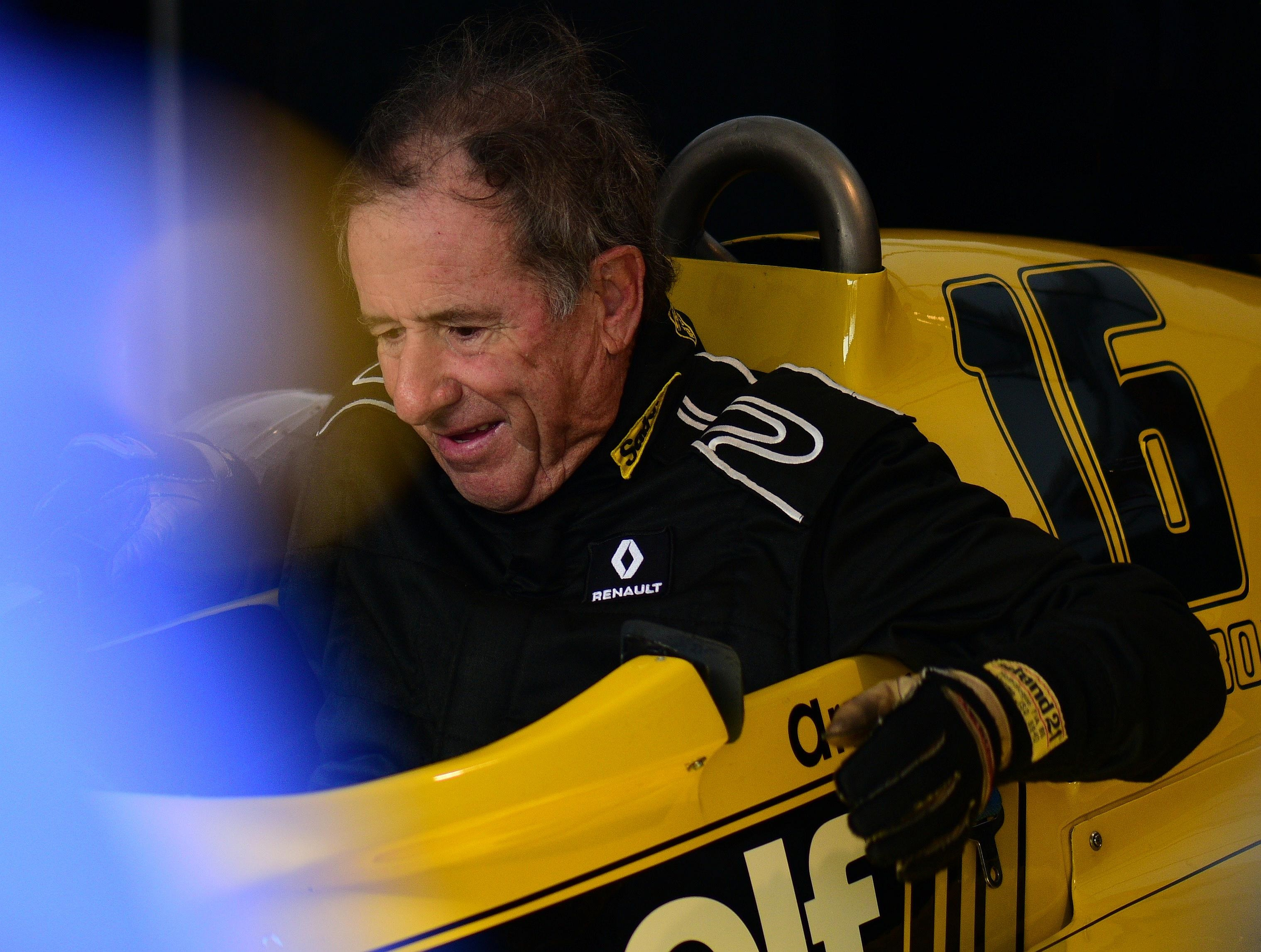
Jean Ragnotti à bord de la Renault RS01 de Jean-Pierre Jabouille, aux 4 heures d'Estoril 2016.

### Videothèque
- Jean Ragnotti experience, réalisateur Bernard Boillot, 2003 (APV reportages et TV extrême, VHS, 3 × 70 min).